# Victoria Park, Sydney
Victoria Park är en park i Australien. Den ligger i delstaten New South Wales, i den sydöstra delen av landet, nära delstatshuvudstaden Sydney. Den ligger vid sjön Lake Northam.
Trakten är tätbefolkad. Närmaste större samhälle är Sydney, nära Victoria Park. 
Runt Victoria Park är det i huvudsak tätbebyggt. Genomsnittlig årsnederbörd är 1 380 millimeter. Den regnigaste månaden är februari, med i genomsnitt 200 mm nederbörd, och den torraste är juli, med 36 mm nederbörd.